# Вронки (гміна)
Гміна Вронкі (пол. Gmina Wronki) — місько-сільська гміна у північно-західній Польщі. Належить до Шамотульського повіту Великопольського воєводства.
Станом на 31 грудня 2011 у гміні проживало 18976 осіб.

## Територія
Згідно з даними за 2007 рік площа гміни становила 302.07 км², у тому числі:
- орні землі: 29.00%
- ліси: 63.00%

Таким чином, площа гміни становить 26.98% площі повіту.

## Населення
Станом на 31 грудня 2011:
| Опис     | Загалом | Загалом | Чоловіки | Чоловіки | Жінки | Жінки |
| -------- | ------- | ------- | -------- | -------- | ----- | ----- |
| одиниця  | осіб    | %       | осіб     | %        | осіб  | %     |
| все      | 18976   | 100     | 9325     | 49.14    | 9651  | 50.86 |
| міське   | 11621   | 100     | 5669     | 48.78    | 5952  | 51.22 |
| сільське | 7355    | 100     | 3656     | 49.71    | 3699  | 50.29 |

## Сусідні гміни
Гміна Вронкі межує з такими гмінами: Велень, Дравсько, Любаш, Обжицько, Остроруґ, Пневи, Серакув, Хжипсько-Вельке.